# Opération Amethyst
L'opération Amethyst était une opération de la Garda Síochána (police) ciblant la pédopornographie en république d'Irlande. Impliquant des recherches simultanées le 25 mai 2002 chez plus de 100 personnes soupçonnées d'avoir téléchargé de la pédopornographie, il s'agissait de l'une des plus importantes opérations policières de l'histoire de l'Irlande.
À la suite d'une enquête du service postal américain aux États-Unis, des détails sur 130 personnes ont été transmis à la Garda Síochána. Les domiciles de plus de 100 utilisateurs présumés du site ont été perquisitionnés, dont plusieurs personnalités de premier plan, dont le juge de la Circuit Cour Brian Curtin et le célèbre chef Tim Allen,.